# Štiristrani trapezoeder
| Štiristrani trapezoeder         | Štiristrani trapezoeder                 |
| ------------------------------- | --------------------------------------- |
|                                 |                                         |
| Vrsta                           | trapezoeder                             |
| Stranske ploskve                | 8 deltoidov                             |
| Robovi                          | 16                                      |
| Oglišča                         | 10                                      |
| Konfiguracija stranskih ploskev | V4.3.3.3                                |
| Simetrijska grupa               | D4d, [2+,8] , 2(*4) reda 16             |
| Vrtilna grupa                   | D4, [2,4]+, (224) reda 8                |
| Dualni polieder                 | kvadratna antiprizma                    |
| Lastnosti                       | konveksni, tranzitivne stranske ploskve |

Štiristrani trapezoeder je drugi v neskončni skupini poliedrov, ki imajo uniformne stranske ploskve in so dualni antiprizmam. Njegovih osem stranskih ploskev je skladnih deltoidov.